# Andrena quadrifasciata
Andrena quadrifasciata är en biart som beskrevs av Morawitz 1876. Andrena quadrifasciata ingår i släktet sandbin, och familjen grävbin. Inga underarter finns listade i Catalogue of Life.